# Sebastián Uriza
Sebastián Uriza (né en 1861 à Bluefields au Nicaragua) est président du Nicaragua par intérim, du 11 novembre 1926 au 14 novembre 1926.